# AXS TV
AXS TV è un'emittente televisiva statunitense dedicata alla musica e agli sport da combattimento, tra i quali le arti marziali miste (MMA), la boxe e il wrestling.

## Storia

Logo di HDNet

L'emittente originariamente si chiamava HDNet e fu fondata il 6 settembre 2001 da Mark Cuban (proprietario dei Dallas Mavericks) e Philip Garvin, proprietario di Colorado Studios e Mobile TV Group. La programmazione prevedeva serie, eventi sportivi e concerti. Nel dicembre 2001 e gennaio 2002 l'emittente ha trasmesso reportage dell'invasione statunitense dell'Afghanistan con l'ex corrispondente della CNN Peter Arnett. Nel febbraio 2002 l'emittente ha trasmesso dirette dei XIX Giochi olimpici invernali a Salt Lake City.
L'emittente ha cambiato denoniminazione il 2 luglio 2012. Il 9 settembre 2019 la compagnia canadese Anthem Sports & Entertainment annunciò l'acquisizione di AXS TV e HDNet Movies.